# Kelasurupura, Gundlupet
Kelasurupura là một làng thuộc tehsil Gundlupet, huyện Chamarajanagar, bang Karnataka, Ấn Độ.